# Ariocarpus
Ariocarpus  este un gen de cactus Endemism din Mexic și din sudul Texasului. Aceste plante sunt uneori numite roci vii, de asemenea și alte specii de cactuși sau alte plante suculente, cum ar fi lithops. Datorită faptului că Ariocarpus  sunt foarte apreciate de către colecționari, sunt protejate în țara de origine, Mexic. Majoritatea speciilor de Ariocarpus  sunt de creștere lentă. Totuși au flori expectaculare.
Specia de bază după care se descrie genul este: Ariocarpus retusus Scheidweiler
Mai multe din aceste specii sunt cunoscute în limbaj comun ca: "chautes", "peyote cimarrón" sau "pezuña de venado" (unghie de căprioară).

## Specii
- Ariocarpus agavoides
- Ariocarpus bravoanus
- Ariocarpus fissuratus
- Ariocarpus furfuraceus
- Ariocarpus kotschoubeyanus
- Ariocarpus retusus
- Ariocarpus scaphirostris
- Ariocarpus trigonus

## Sinonime
- Anhalonium Lemaire, 1839
- Mammillaria Haworth Subg. Anhalonium (Lem.), 1859
- Roseocactus A.Berger, 1925
- Neogomesia Castañeda, 1941
- Neogomezia Buxb. (orth. var.)
- Stromatocactus Karw. ex Rümpler (nom. inval.)